# The Clean Up Crew

The Clean Up Crew (Brasil: Limpeza Perigosa) é um filme americano de comédia, ação e crime, lançado em 2024. O roteiro foi escrito por Matthew Rogers, com direção de Jon Keeyes. O elenco principal é composto por Jonathan Rhys Meyers, Swen Temmel, Ekaterina Baker, Melissa Leo e Antonio Banderas.
The Clean Up Crew foi lançado em vídeo sob demanda pela Sony Pictures Home Entertainment em 20 de agosto de 2024.

## Sinopse
Quando uma equipe de limpeza de cena de crime descobre uma maleta cheia de dinheiro, eles são involuntariamente arrastados para um confronto com um implacável e corrupto chefe do crime, mafiosos, assassinos de aluguel e agentes corruptos do governo, que estão determinados a recuperar o objeto.

## Elenco
- Jonathan Rhys Meyers como Alex
- Swen Temmel como Chuck
- Ekaterina Baker como Meagan
- Melissa Leo como Siobhan
- Antonio Banderas como Gabriel
- Laurence Kinlan como Danny
- Andy Kellegher como Jack

## Produção
Em agosto de 2022, foi anunciado que a filmagem terminou na Irlanda e que Meyers, Leo e Banderas foram escolhidos para o filme. Em dezembro de 2022, foi anunciado que Baker, Kinlan e Kellegher também foram escolhidos para o filme.

## Lançamento
Em janeiro de 2023, foi relatado que a Saban Films adquiriu direitos de distribuição global em todos os territórios, exceto na Espanha e na Itália. Foi lançado pela VOD em 20 de agosto de 2024.

## Recepção
Noah Berlatsky, do Chicago Reader, deu ao filme uma crítica positiva e escreveu: "O gênio de Keeyes está tomando os cortes de câmera de quadril de Ritchie, diálogos profanos de quadril e brincadeiras de tela dividida e tratando-as todas como se não fossem hip em tudo, mas sim como se fossem gajos de campo".
Hope Madden escreveu em sua crítica negativa: "The Clean Up Crew é uma comédia que não é engraçada, um Thriller sem emoções e um filme de ação plana suturado em um salário vertiginosamente incoerente para alguns atores que merecem melhor".  Brian Orndorf concordou com a crítica de Madden em sua revisão para Blu-ray.com: "The Cleaning Up Crew" é derivado e desagradável, claramente lutando para gerar um passeio selvagem de personalidades e eventos do submundo em colisão. " 